# О’Даффи, Оуэн
 Оуэн О’Даффи (ирл. Eoin Ó Dubhthaigh; 20 октября 1892, Ирландия — 30 ноября 1944, Дублин) — ирландский военный и политик. Командующий по личному составу ИРА, командир ирландской полиции, глава фашистской организации ACA и первый лидер партии «Фине Гэл».

## Биография

### Начало карьеры
Оуэн О’Даффи родился 20 октября 1892 на севере Ирландии в графстве Монахан, был младшим из семи детей в семье. Когда ему было 12 лет, его мать умерла от рака, оставив на попечении отца. Он учился на инженера в Уэксфорде и позже работал по специальности в родном Монахане. В это же время он становится членом Гэльской лиги, из которой вышло множество ирландских националистов. В 1917 О’Даффи вступил в ИРА и принял активное участие в войне за независимость Ирландии. Так, в частности, он участвовал в налёте боевиков ИРА на полицейские казармы в Монахане. За время войны О’Даффи несколько раз арестовывался, что не мешало ему продвигаться по служебной лестнице. В мае 1921 он был избран в парламент от своего родного графства, а в январе следующего года заменил Ричарда Мулкахи на посту командующего по личному составу ИРА. О’Даффи оставался самым молодым генералом в Западной Европе вплоть до присвоения этого звания Франсиско Франко.

### Гражданская война
После раскола ИРА в 1921 г. О’Даффи перешёл на сторону Ирландского Свободного государства и стал генералом зарождающейся Национальной Армии. В ходе гражданской войны он стал одним из архитекторов удачного наступления правительственных войск на позиции ИРА в Манстере. В июле 1922 войска под его командованием после тяжёлых боев заняли Лимерик, который был одним из главных опорных пунктов ИРА. Однако, помимо успешных наступательных действий, части О‘Даффи также отметились военными преступлениями (такими, как «резня в Баллисиди», в ходе которой республиканские заключенные использовались для расчистки дорог от мин и расстреливались без суда).
После основания в 1922 г. Ирландского Свободного государства О‘Даффи перешёл на службу в полицию, став комиссаром национальной полицейской службы Гарда Шихана. Там он проработал вплоть до своей отставки в 1933, после победы на выборах оппозиционной партии Фианна Файл.

### Создание ACA
В июле 1933 О’Даффи стал лидером ACA, организации, созданной в феврале 1932 бывшими офицерами ирландской армии, сражавшимися на стороне Свободного государства в гражданской войне. До О’Даффи ACA занималась в основном защитой митингов ирландских правых из Cumann na nGaedhael, которые стали подвергаться атакам боевиков ИРА, действовавших под лозунгом «Нет свободы слова для предателей». Собственно ACA изначально была задумана как некий противовес ИРА, запрет на деятельность которой был снят тогдашним председателем исполнительного совета доминиона Ирландия Имоном де Валера. Но с приходом О’Даффи она всё более и более начала напоминать европейские фашистские движения. Её члены начали широко использовать «римский салют» для приветствия и носить единую униформу (за что и получили прозвище «Синерубашечники»). В августе 1933 О’Даффи начал подготовку к параду в честь отцов-основателей Ирландского Свободного государства Артура Гриффита и Майкла Коллинза. Раздавались призывы превратить парад в «поход на Дублин» (подобно «походу на Рим», в ходе которого захватили власть итальянские фашисты). В свою очередь многочисленные противники ACA (к тому времени переименованной в «Национальную гвардию») — коммунисты, республиканцы, профсоюзы и многие другие начали готовиться оказать сопротивление попыткам фашистов захватить власть. В итоге для того чтобы избежать столкновений, де Валера запретил парад. В сентябре «Национальная гвардия» была запрещена, но О’Даффи воссоздал организацию под новым именем «Лига молодых». В 1936 он принял участие в Международной фашистской конференции в Монтре, где выступал против придания фашизму антисемитской окраски.

### Фине Гэл
В сентябре 1933 года Cumann na nGaedhael, Национальная центристская партия и движение синерубашечников объединились, сформировав партию «Фине Гэл». Национальная гвардия, переименованная в «Ассоциацию молодой Ирландии», из незаконной военизированной группировки была преобразована в боевое крыло политической партии. Первым лидером партии стал О’Даффи, а вице-президентом — бывший Председатель исполнительного совета Ирландии Уильям Косгрейв. Из-за своего темпераментного характера О’Даффи был плохим лидером; к тому же, многие его коллеги из  «Фине Гэл» критиковали его за связи с иностранными фашистскими организациями, взгляды на ИРА как на коммунистическую группировку и применение насилия со стороны синерубашечников. В 1934 О’Даффи подал в отставку с поста лидера «Фине Гэл» и вышел из партии.

### Гражданская война в Испании
В следующем году Оуэн О’Даффи организовал ирландскую Бригаду, чтобы вступить в испанскую гражданскую войну на стороне Фашистов. Несмотря на то, что участие в войне не было поддержано правительством, О’Даффи и его последователи самостоятельно поехали в Испанию. Они практически не участвовали в боях и в 1937 году вернулись в Ирландию.

### Уход из политики и смерть
О'Даффи возвратился в Ирландию в депрессии. Он удалился из ирландской политики. Лишь летом 1943 года О'Даффи сблизился с немецкой Дипломатической миссией в Дублине с предложением организовать ирландский Волонтерский Легион для использования на российском Фронте. Он объяснил свое предложение немецкому послу как желание «спасти Европу от большевизма». О’Даффи просил самолёт, чтобы отправиться в Германию и провести необходимые переговоры в Берлине. К предложению «не отнеслись серьезно». После этого его здоровье начало серьёзно ухудшаться, он умер 30 ноября 1944, в возрасте 52 лет и был похоронен на кладбище Glasnevin.